# MBDA
MBDA (Matra BAE Dynamics Aérospatiale) — ведущий европейский разработчик и производитель ракетных систем.
Была образована путём объединения Aérospatiale-Matra Missiles (структура EADS), Finmeccanica и Matra BAe Dynamics в декабре 2001 года. По состоянию на 2003 год, компания имела 10 000 сотрудников, а в 2005 году её годовой оборот составил € 3 000 000 000.

## Подразделения
- Великобритания: Бедфордшир, Болтон, Бристоль, Стрэнд, 11 в Лондоне (британская штаб-квартира), Хартфордшир
- Германия: Ульм, Унтершлайсхайм, Шробенхаузен
- Италия: Неаполь, Рим, Специя
- Франция: Бурж, Ле-Плесси-Робинсон (французская штаб-квартира)[1] в Париже.

## Продукция
- Ракеты класса «воздух-воздух»:
  - AIM-132 ASRAAM — короткий радиус, с ИК-наведением
  - MBDA Meteor — дальний радиус
  - MICA — средней дальности, с ИК и радарным наведением
- Ракеты класса «земля-воздух»:
  - Мистраль (ПЗРК)
  - MBDA Aster — средней и большой дальности
  - Selenia Aspide — средней дальности
  - Рапира (ЗРК)
  - Sea Wolf (ЗРК)
- Ракеты класса «воздух-земля»:
  - MBDA Apache (производные, напр. Storm Shadow)
  - AS-30L — лазерного наведения
  - MBDA PGM 500 и PGM 2000
  - Air-Sol Moyenne Portée — французская ядерная ракета
- Противокорабельные ракеты:
  - Exocet
  - Otomat
  - Marte
  - Sea Skua
  - Персей — Перспективная ПКР
- Противотанковые ракеты:
  - Милан (ПТРК)
  - ERYX (ПТРК) — короткий радиус
  - Brimstone (ПТРК) — авиационная
  - HOT (ПТРК)
- Зенитно-ракетные комплексы:
  - PAAMS и другие.